# タラス・ブーリバ
『タラス・ブーリバ』（露: Тара́с Бу́льба）は、19世紀前半ロシアの小説家ニコライ・ゴーゴリ（1809年 - 1852年）が1835年に発表した中編小説。『隊長ブーリバ』とも。ウクライナの歴史を題材としており、コサックの連隊長タラス・ブーリバと2人の息子たちの戦いと死を描く。

## 執筆の経過
1834年、ゴーゴリ25歳のとき、中編小説『タラス・ブーリバ』、『肖像画』、『ネフスキー通り』、『狂人日記』、『鼻』などを執筆する。『タラス・ブーリバ』は中編小説集「ミルゴロド」に収録、翌1835年3月に出版された。同年5月、ゴーゴリはモスクワのポゴーディン邸で喜劇『結婚』の初稿を朗読し、そこでヴィッサリオン・ベリンスキーと出会う。ベリンスキーは「望遠鏡」誌に論文『ロシアの中編小説とゴーゴリ氏の中編小説について』を掲載、ゴーゴリの作品を紹介した。
1836年、ゴーゴリの戯曲『検察官』がサンクトペテルブルク及びモスクワで上演されてセンセーションを巻き起こす。社会的反響の圧力に耐えかねたゴーゴリは6月、国外に逃れた。ドイツからスイスを経て、いったんパリに落ち着くが、翌1837年3月にローマに移り、この地に1848年まで滞在することになる。
1839年に『タラス・ブーリバ』の改訂に着手。このころザポロージャ・コサックを主題とするウクライナ史劇の構想を立てる。翌1840年夏、ウィーンでウクライナ史劇に没頭するが、重い憂鬱性に陥り放棄する。ヴェネツィアを経てローマに戻り、『タラス・ブーリバ』の改訂のほか『死せる魂』、『外套』の執筆にあたる。1842年に『タラス・ブーリバ』を再改訂。改訂版は作品集第4巻に収録され、翌1843年に出版された。ゴーゴリ34歳。

## 物語の構成
物語は12の部分から成っており、番号が打たれている。

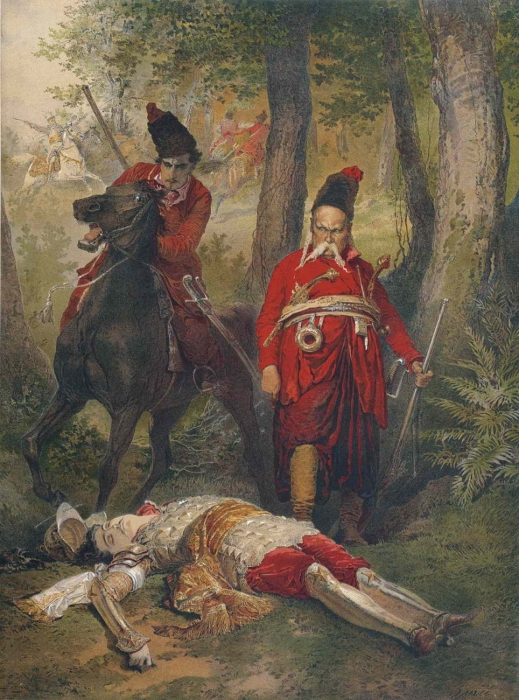
ハンガリーの画家ミハイ・ジチ（:en:Mihály Zichy）によるアンドリーの死

1. キエフの神学校を卒業した2人の息子がタラスのもとに帰ってくる。タラスは宴会を催し、翌朝には息子たちを連れてザポロージャ・シーチに向けて出立することにする。息子たちの母親は、あまりにも早い別離に涙する[5]。
2. タラスたち親子と供の10騎を加えたコサック隊がウクライナの曠野を進み、3日目にはシーチに到着する[6]。
3. シーチでの生活が一週間続く。タラスは息子たちを実戦に参加させようと、シーチの団長に掛け合うが、拒絶される。怒ったタラスは、コサックたちを扇動して非常召集をかけさせ、団長の交代を実現する[7]。
4. ゲチマンシチナ[注釈 1]で正教徒がポーランド人に迫害を受けているという報告が入り、奮起したコサック軍はポーランドへの遠征を決める[9]。
5. ポーランド軍との戦いで、タラスの息子たちが活躍する。コサック軍はドゥブノの街を包囲し、タラスは自分の連隊を呼び寄せる。次男アンドリーは、キエフで心惹かれた娘の召使い女に案内され、密かに街に入る[10]。
6. 父親がドゥブノの総督となった娘と再会したアンドリーは、彼女への愛のためにすべてを捨ててポーランド側に付く[11]。
7. タラスはユダヤ商人ヤンケリによってアンドリーの裏切りを知り、激怒する。城門前の戦闘でコサック軍の支営隊長が戦死し、タラスの長男オスタップが後任に選ばれる[12]。
8. コサック軍が遠征している留守を狙い、タタールがシーチを襲撃したという知らせが入る。軍議の結果、コサック軍はドゥブノの包囲続行とタタールの追撃のために軍を二つに分ける。タラスは包囲軍に残り、残留全部隊の指揮を任される[13]。
9. コサック軍の動きを知ったポーランド軍が城門から打って出て決戦となる。次々に仲間が斃れる激戦のさなか、タラスは城から現れた驃騎兵の先頭にアンドリーを見出す。タラスは配下に指示してアンドリーを森に誘導し、自らの手で息子を殺す。オスタップが駆けつけるが、タラスが死体の処置を思いあぐねている間に敵に木立を囲まれてしまう。二人は勇戦するもオスタップは捕われ、タラスは激しい衝撃を受けて気を失う[14]。
10. タラスは重傷を負ったものの味方に救出され、2週間後に意識を回復する。傷が癒えたタラスはユダヤ商人ヤンケリを訪ね、オスタップに会うためワルシャワへの潜入方法を相談する[15]。
11. ワルシャワ潜入に成功したタラスは、引き続きユダヤ商人たちを使ってオスタップの救出を図るが、失敗する。ついにコサックたちの処刑が始まり、オスタップは死に際に父親を呼ぶ。それに応える声が響き、あたりが騒然となる中、タラスは姿を消す[16]。
12. 12万のコサック兵が蜂起し、ウクライナの国境地帯で大反乱を起こす。ポーランドに対する憎悪に燃えるタラスはもっとも卓越した連隊長として勇名を轟かす。正教会のとりなしによってポーランドとの和議が結ばれるが、タラスの連隊だけはなおも戦い続け、ポーランド全土を荒らし回った。ポーランド側は5個連隊を差し向けてタラスを追い、ドネストル川の沿岸でついに彼を捕捉する。タラスはその場で生きながら火あぶりに処されることが決定される。高所に吊るされながらも、タラスは味方に指示を与えつづけ、最期に別れの言葉を叫ぶ[17]。

## 解説

### ゴーゴリの初期作品と『タラス・ブーリバ』

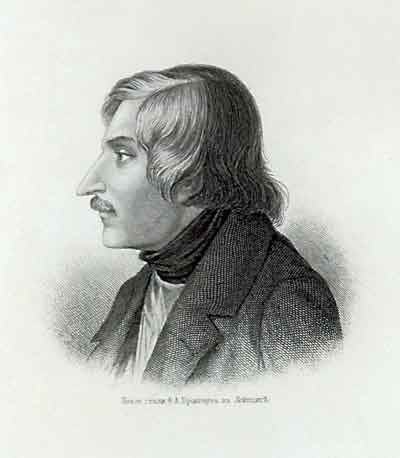
ニコライ・ゴーゴリ（1809年 - 1852年）

『タラス・ブーリバ』が書かれた1834年から翌年にかけて、ゴーゴリの執筆力はきわめて旺盛だった。1835年には評論・作品集「アラベスキ」と作品集「ミルゴロド」が相次いで出版された。「アラベスキ」には『肖像画』、『ネフスキー通り』、『狂人日記』などサンクトペテルブルクを舞台にした作品が収録され、後に書かれた『外套』（1842年）とともに「ペテルブルクもの」と呼ばれる。一方の「ミルゴロド」には本作『タラス・ブーリバ』のほか、『昔気質の地主夫婦』、『ヴィー』、『イワン・イワノヴィチがイワン・ニキフォロヴィチと喧嘩した話』の4作品が収められており、「ディカニカ近郷夜話」（1931年 - 1932年）とともに題材的に「ウクライナもの」と呼ばれている。
『タラス・ブーリバ』は、ウクライナの民族的解放のための自己犠牲的な戦いを鮮明に描き出し、戦闘や英雄的行為、集団の動きの場面の力強い描写の間に、ウクライナの美しい自然描写がちりばめられ、しかも巧みなユーモアが交えられていている。ゴーゴリの初期に見られるロマンチシズムの代表的な作品である。
ゴーゴリ最初の作品集「ディカニカ近郷夜話」は、収録作の多くがロマンティックで怪奇的な物語であったのに対して、「アラベスキ」と「ミルゴロド」において、ゴーゴリは作家としての成長とともに、作風の著しい変化を示している。すなわち、『タラス・ブーリバ』ではロマンティックでありながら怪奇性は見られず、『鼻』や『肖像画』は怪奇性を漂わせつつも現実味の濃い風刺的な作品である。ゴーゴリの写実的手法は、この時期に次第に確立されていったと考えられる。

### 歴史性

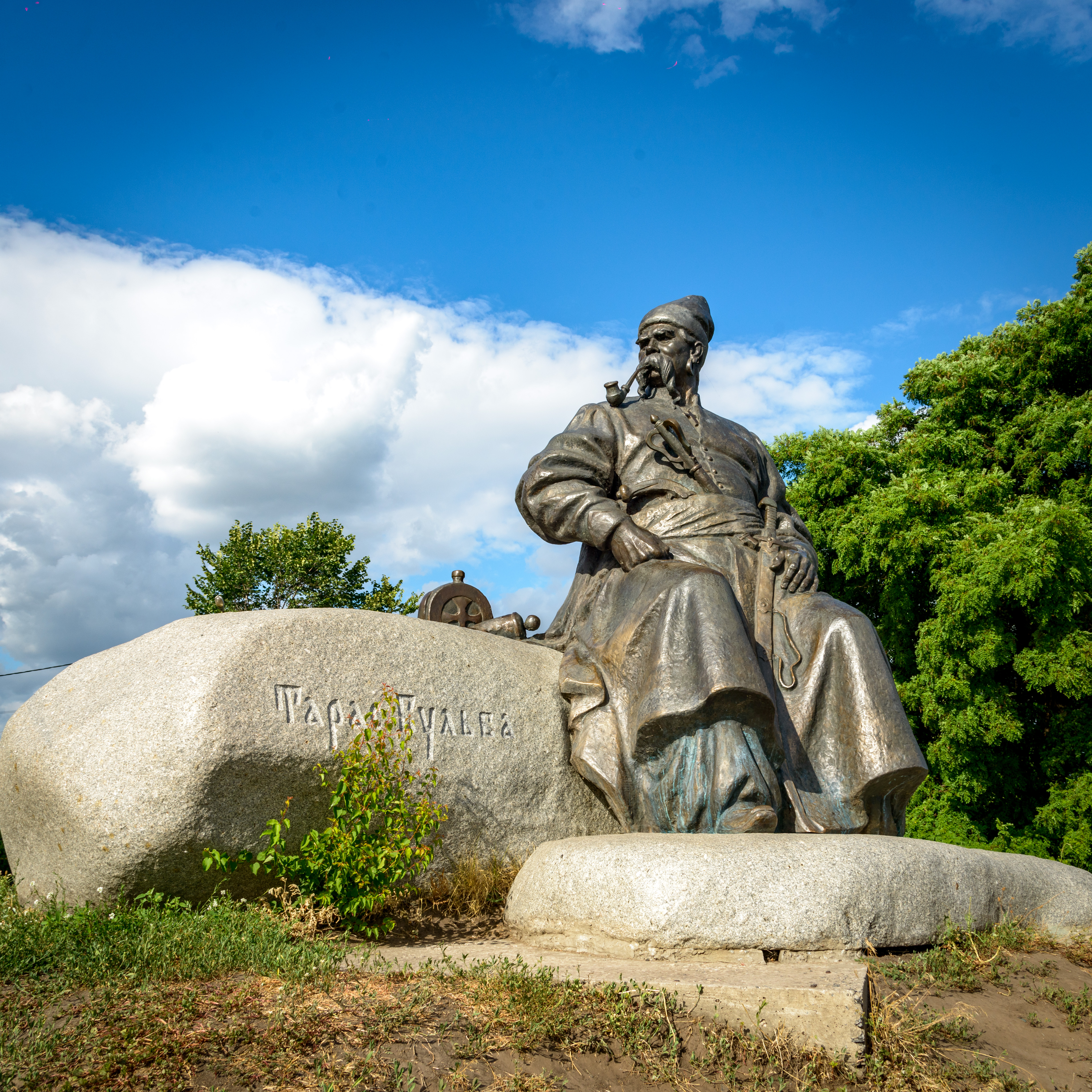
タラス・ブーリバの像（ウクライナ、ケレベルダ:de:Keleberda (Krementschuk)）

『タラス・ブーリバ』が書かれた1834年、ゴーゴリは「世界史講義文案」や「小ロシア形成史概観」などの論文を発表し、歴史への関心を高めていた。歴史的題材を扱ったゴーゴリの作品には、『タラス・ブーリバ』のほか、「ディカニカ近郷夜話」第二部（1932年）に収録された『恐ろしき復讐』、未完に終わった長編『ゲチマン』、焼却されて現存しない戯曲『削られてしまった口髭』などがある。
16世紀後半にウクライナがポーランドに併合されたことで、ポーランドに対するウクライナ民族の反抗が激化した。しばしば起こった反乱の中心をなしたのがドニエプル川の中流から下流地帯にかけて勢力を持っていたザポロージャ・コサックであり、彼らの本拠地がザポロージャ・シーチ (en:Zaporozhian Sich) だった。コサック軍は、ポーランドのみならずオスマン帝国やタタールからも恐れられていた。その英雄的な闘いの勇士としてナリワイコ、ロボタ、タラス、トリヤスイロ、グーニャ、オストラニツアらの名前が歴史にとどめられているが、『タラス・ブーリバ』の物語自体はゴーゴリの創作であり、必ずしも史実に忠実というわけではない。
ウクライナの16～17世紀を舞台とするが、特定の年代を描いてはいない。
しかし、ゴーゴリは執筆にあたって、コニスキー『ロシア民族史』、ムイシツキー『ザポロージャ・コサック史』、ボプラン『ウクライナ記』、サモグーデツ及びグラビヤンカの手稿になる『ウクライナ年代記』などを読んで参考にした。

### 改訂について
『タラス・ブーリバ』は1835年の作品集「ミルゴロド」において発表された後、1842年に改訂版が出版された。以下、前者を「初版」、後者を「改訂版」として述べる。改訂版は初版の全9章から3章が追加されて全12章となり、分量としては2倍近くになっている。改訂版には新たエピソードや人物が加わるが、アンドリーの裏切りと死、オスタップの処刑、タラスの悲劇的な最期などの大筋は初版と変わっていない。本質的な変更は、物語の出来事ではなく、登場人物の造形にある。
もっとも大きな変更が見られるのは、アンドリーの性格である。初版では、アンドリーはポーランド側に寝返った後、「臆病さ」が前面に出る。彼は遠くに父親の姿を認めただけで全身が震えだしたように見え、兵士たちの後ろに身を隠して隊を指揮をする。このため、兵士たちはタラスに恐れをなして、アンドリーを見捨てて逃げてゆく。アンドリーは銃を投げ捨て、遁走する味方に「助けてくれ」と呼びかけ、立ちはだかる父親の前でも往生際の悪さを見せる。改訂版でのアンドリーは、自ら部隊の先頭に立って猪突猛進し、父親の前に立っても逃げようとはしない。これに伴い、アンドリーの恋人であるポーランド貴族の令嬢の描写も異なっている。初版では、アンドリーと再会した彼女は「均整の取れた足」を見せ、強い視線をアンドリーに向ける。ここでの彼女は「誘惑者」である。しかし改訂版では、彼女は悲しげであり、アンドリーが祖国を裏切ることへの気遣いを見せ、アンドリーが持参した食料を自分よりもまず母親に食べさせようとする。ここでゴーゴリは、男同士の友愛を最高とするコサックの美学によって否定された、女性や母親への情愛を対比させている。
タラスの描写にも変更がある。初版では親子の情愛や人間臭さがほのみえる場面があるが、改訂版では、彼の「父」としての感情は、実の息子よりもむしろ部下のコサックたちに向けられ、個人の父親から同志たち全体の父親へと役割が移行している。また、オスタップは、処刑台での拷問に耐えていたものの最後の最後でくじけそうになるのは二つの版で共通しているが、その理由が異なっている。初版では「新しい地獄的な道具」を見たことが直接の理由であり、改訂版では恐ろしい処刑道具を見たことよりも、「鼻をほじりながら見物する」ような人々の無関心の中で苦痛に耐えなければならないことが理由となる。後者において彼が欲しているのは、彼の忍耐と死が無意味ではないことを認めてくれる精神的支柱としての「父」である。
さらに、改訂版ではユダヤの商人ヤンケリの役割が増しており、金力による支配が戦いの意味や死の意味など伝統的な価値を軽視する風潮を招き、無関心を拡大していることが印象付けられる。『タラス・ブーリバ』改訂の時期は、『死せる魂』第一部の執筆時期と重なっており、当時のゴーゴリの問題意識がこれらの改訂に反映されていると考えられる。

### 評価

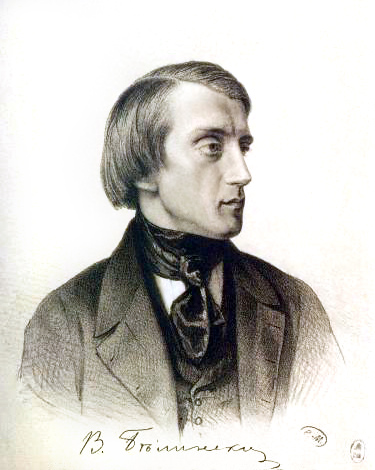
ヴィッサリオン・ベリンスキー（1811年 - 1848年）

ベリンスキーは、『タラス・ブーリバ』を芸術的叙事詩の典型であるとした。1835年の論文『ロシアの中編小説とゴーゴリ氏の中編小説について』において、彼は『タラス・ブーリバ』を民族生活の偉大な叙事詩の断片、エピソードの集まりであるとし、もし現代にホメーロスの叙事詩が可能であるとしたら、この作品こそその最高の見本、理想、原型だろうと激賞している。
一方、ゴーゴリやベリンスキーよりも後の世代であるマクシム・ゴーリキー（1868年 - 1936年）は、『タラス・ブーリバ』の登場人物が類型的であり描写に誇張が多く、やや不自然を感じさせると指摘している。
北海道大学の上村正之によれば、19世紀初頭より文学を通じてロシア文化の中にコサックの神話が生じ、個々の作品や時代を超えて、共通のコサック・イメージが現れるようになったとしている。それは、対立物の包含、地域性・歴史性の超越を特徴とするポジティブな神話的イメージである。例えば、『タラス・ブーリバ』において、ゴーゴリは故意にロシア人、ウクライナ人、コサックの境界を曖昧にしている。また、コサックはポーランド人やユダヤ人に対して苛烈な残忍さを見せるが、ゴーゴリの視点は常にコサック側に留まっていて、彼らを非難することは決してない。むしろ暴力性は、既存の道徳規範を超えた半神的なオーラをコサックに添えるものとなっている。これには、史料の厳密性よりも想像力を重視し、歴史歌謡や友人から得た情報で創作することを好んだというゴーゴリの執筆手法も関係している。こうしたコサック神話は、ヨーロッパとアジアの葛藤に苦しむロシア人にとって、肯定的な自己イメージを与えてくれるものだった。

## 派生作品
本作を題材とした二次作品が各国で制作されている。

### 映像作品
- 恋のコサック (Taras Bulba)：1924年のドイツの無声映画。
- 隊長ブーリバ (Tarass Boulba)：1936年のフランス映画。
- 隊長ブーリバ (Taras Bulba) ：1962年のアメリカ映画。
- Taras Bulba, il cosacco：1962年のイタリア映画。
- Тарас Бульба：2009年のロシア映画

### 音楽作品
- タラス・ブーリバ（英語版、ロシア語版、ウクライナ語版）：ミコラ・リセンコが1891年ごろに作曲したオペラ。
- タラス・ブーリバ：レオシュ・ヤナーチェクが1918年に作曲した管弦楽曲。
- タラス・ブーリバ（ロシア語版）：レインゴリト・グリエールが1952年に作曲したバレエ音楽。

### その他
- タラスブルバ：日本のアウトドア・ブランド